# Sing Me a Song (The Walking Dead)
Sing Me A Song là tập thứ bảy trong Phần 7 của series phim truyền hình The Walking Dead. Tập phim được phát sóng trên kênh AMC của Mỹ vào ngày 4 tháng 12 năm 2016. Khi phát sóng tại Mỹ, tập phim đã được 10,48 triệu người xem trong đó có 4,9 triệu người từ 18-49 tuổi.

## Nội dung tập
Vẫn đang đi một mình trên đường, Michonne huýt sáo để thu hút một vài xác sống đi theo mình. Khi chúng tới gần, cô giết chúng và kéo xác chúng đi.
Trong khi đó, Rick và Aaron vừa tỉnh dậy sau giấc ngủ bên trong một chiếc xe tải. Ra khỏi xe, Aaron chỉ cho Rick thấy một thứ gì đó ở xa và nói: “Chúng ta không nhìn thấy cái đó vào tối qua”.
Chris và George, hai kẻ thuộc The Saviors lái chiếc xe mà Carl và Jesus nấp ở trên đang tạm dừng xe để đợi một bầy xác sống đông đảo gần đó đi bớt khỏi. Vài phút sau, chúng lại nổ máy và tiếp tục hành trình về The Sanctuary.
Carl và Jesus chui ra khỏi chỗ trốn. Sau khi đổ một hộp xi rô xuống đường để để lại dấu vết, Jesus quay sang bảo Carl rằng họ cần nhảy khỏi xe và tiếp tục bám theo bằng cách đi bộ. Mặc dù vậy, sau khi anh đã xuống khỏi, Carl vẫn quyết định ở lại trên xe và vẫy tay chào Jesus.
Tới nơi, Carl nghe thấy tiếng một vài người phía bên ngoài và nhận ra giọng Negan. Cậu bé lập tức lấy một khẩu súng trên xe bắn chết George khi hắn lên xe định mang đồ xuống. Carl tiếp tục bắn chết được tên Chris trước khi bị Dwight đè xuống đất tước vũ khí. Bày tỏ sự thích thú trước Carl, Negan đã cản khi Dwight định giết cậu và chìa tay ra với ý muốn đỡ cậu dậy. Ban đầu còn chần chừ, nhưng khi nghe Negan dọa sẽ chặt tay Daryl, Carl đành nắm lấy tay hắn.
Sau đó, Carl được Negan dẫn vào bên trong căn cứ của mình. Đứng từ một lối đi trên cao và nhìn xuống dưới, nơi hàng loạt các thành viên The Saviors đang quỳ xuống chờ nghe phát biểu của hắn, Negan thông báo rằng hôm nay là một ngày đặc biệt và tất cả mọi người sẽ được ăn rau quả tươi vào bữa tối mà không cần đến “điểm” để đổi. Nói xong, hắn quay qua nhìn Carl và bảo: “Nhóc thấy chứ? Đó là sự kính trọng”.
Tại Alexandria, Eugene đi theo Rosita chuẩn bị ra ngoài và nhận ra rằng cô ấy không có ý định đi kiếm đồ để cống nạp cho Negan. Thấy vậy, Spencer bèn cảnh báo rằng họ không có cơ hội chống trả nào và cần phải nộp đồ cho The Saviors để được sống yên ổn, vì theo anh ta nó cũng không khác gì việc “đóng thuế” trước đại dịch là mấy. Rosita phớt lờ lời Spencer nói và rời khỏi cùng Eugene.
Negan dẫn Carl đến “hậu cung” của mình, một căn phòng được bày biện đẹp mắt với rất nhiều người “vợ” của hắn đang ở trong. Hắn gọi Sherry ra để hỏi chuyện và được cô ấy miễn cưỡng kể cho việc Mark - một thành viên The Saviors đã bỏ bê công việc để ở bên Amber - một trong những người “vợ” của Negan.
Đi tới chỗ Amber, Negan trách móc cô ấy vì đã “ngoại tình”, vẫn còn qua lại với người yêu cũ dù đã đồng ý làm “vợ” hắn. Hắn bảo rằng nếu muốn, Amber sẽ được trở lại làm “dân thường” với mẹ và bạn trai. Sợ hãi, Amber liền bật khóc nhận sai và bảo rằng cô ấy yêu hắn.
Quay trở lại chỗ Sherry, Negan hôn cô ấy, đúng lúc Dwight vừa dẫn Daryl mang một đĩa thức ăn tới và chứng kiến việc này. Negan liền dặn Dwight xuống nhóm lửa sẵn trong lò, đồng thời quay sang bảo Carl cầm lấy đĩa thức ăn để về phòng riêng của hắn tiếp tục trò chuyện.
Rick và Aaron đi tới một hàng rào với một tấm biển ở trên ghi: “Cứ việc đi tiếp, thứ duy nhất chờ đợi các người là rắc rối”. Cảm thấy áp lực vì chỉ còn một ngày nữa để tìm nhu yếu phẩm cống nạp, họ vẫn quyết định trèo qua hàng rào này.
Spencer cùng cha xứ Gabriel cũng lái xe ra ngoài để kiếm đồ. Vừa cầm lái, Spencer vừa liên tục phàn nàn về việc Rick là một thủ lĩnh tồi tệ. Anh ta thậm chí còn ước cho Rick đừng sống sót trở về. Nghe vậy, cha xứ Gabriel bày tỏ niềm tin tuyệt đối của mình vào Rick và bảo những gì Spencer vừa nói thật ngu ngốc. Ông đề nghị anh ta dừng xe và tự một mình đi bộ về Alexandria.
Sau khi cha xứ đã đi khỏi, Spencer cũng ra khỏi xe. Nghe thấy tiếng của một xác sống gần đó và chạy vào trong rừng, anh ta phát hiện ra nó đang bị mắc kẹt phía trên một bục đứng (thường dành cho thợ săn) trên một cái cây.
Trong phòng của Negan, hắn bảo rằng vì Carl đã giết hai người của mình, vậy nên nếu không muốn khiến hắn nổi giận, cậu phải tháo băng bịt mắt ra cho mình xem. Sau khi Carl đã tháo ra và nhìn thấy rõ hốc mắt của cậu bé, Negan thốt lên: “Trông thật đáng kinh tởm”. Điều này khiến Carl khóc vì bị tổn thương. Negan đành phải xin lỗi vì quên mất rằng dù sao đi nữa cậu vẫn chỉ là một đứa trẻ.
Sau khi Joey “béo” mang cây gậy Lucille mà Negan bỏ quên dưới xe đến đưa cho hắn, Negan khuyên Carl từ giờ trở đi không cần phải bịt mắt nữa, vì ngoại hình “ngầu” đó sẽ không khiến ai muốn động đến cậu cả. Tiếp đó, hắn lại ra lệnh cho Carl phải hát một bài hát cho mình nghe. Khi được Negan hỏi về mẹ mình, Carl kể rằng cậu đã phải bắn vào đầu mẹ để ngăn chặn biến đổi.
Lát sau, Negan dẫn Carl xuống chỗ các thành viên của The Saviors đang tụ tập gần một lò nung. Mark - người yêu của Amber đang bị trói trên một chiếc ghế. Negan nhấn mạnh một lần nữa về việc tất cả mọi người phải tuân theo những nguyên tắc được ra, nếu không sẽ phải nhận hình phạt. Hắn lấy một chiếc bàn là bên trong lò ra và dí vào mặt Mark, khiến anh ta hét lên đầy đau đớn rồi bất tỉnh. Bác sĩ Carson được ra lệnh điều trị vết thương cho Mark ngay sau đó, trong khi Amber chứng kiến sự việc và bật khóc.
Spencer sử dụng một sợi dây quăng lên để kéo chiếc nỏ trên người xác sống trên cây xuống. Tuy nhiên, khi chính con walker cũng rơi xuống đất, Spencer tìm thấy trong túi nó một mảnh giấy được viết bằng tiếng Latin.
Rosita và Eugene tới được nhà máy nơi hồi trước Eugene từng cùng Abraham đến và dự tính sẽ sản xuất đạn ở đây. Khi Eugene tỏ ý chần chừ và cho rằng Rosita không nền liều lĩnh tìm cách ám sát Negan, cô đáp lại rằng Eugene chỉ là một kẻ hèn, người chỉ sống sót đến tận bây giờ nhờ dối trá và núp sau sự bảo vệ của cô lẫn Abraham. Rosita ra lệnh cho Eugene làm đạn cho mình và khẳng định cô sẽ không từ bỏ ý định này.
Dwight và Sherry đang đứng hút thuốc cùng nhau ở một cầu thang vắng. Khi Sherry nói rằng họ chỉ cần quan tâm đến bản thân mình, Dwight tỏ vẻ không đồng tình và bảo rằng chừng nào họ còn giữ được mạng thì sẽ còn có những người khác bị liên lụy và phải trả giá thay.
Quay trở lại phòng riêng của Negan, sau khi bị hắn cấm không được băng mắt lại, Carl nổi cáu và bảo rằng nếu hắn biết được những gì nhóm cậu từng làm trước đây, hắn có thể sẽ muốn giết họ để triệt mối nguy hại. Negan mỉm cười và bảo sẽ đưa Carl về nhà. Trước khi đi, hắn dặn Dwight hãy nhốt Daryl trở lại vào phòng giam. Jesus, người trốn trên nóc chiếc xe mà Negan và Carl ngồi trên, đã quyết định ở lại The Sanctuary.
Lát sau, trong phòng giam, Daryl nghe thấy tiếng bước chân người tới gần. Một mảnh giấy được nhét qua khe cửa dưới có ghi dòng chữ “Đi mau”. Đính ở đằng sau đó là một chiếc chìa khóa xe mô tô.
Isabelle - một nữ thành viên của The Saviors đang lái xe đi trên đường thì phải dừng lại khi thấy hàng loạt xác walker được đặt chặn kín đường. Xuống xe để xem xét tình hình, cô ta bị Michonne tiến đến gần và dí kiếm vào cổ, sau đó bị tịch thu vũ khí. “Đưa tao đến chỗ Negan” - Michonne ra lệnh và cả hai cùng leo trở lại lên xe.
Negan đưa Carl tới gõ cửa nhà của Rick tại Alexandria và được ra mở bởi Olivia. Trông thấy hắn, Olivia sợ sệt giải thích rằng Rick đang đi ra ngoài tìm đồ cống nạp, và cộng đồng họ cũng đang trong tình trạng cạn kiệt thực phẩm, gần như là đang “chết đói”. Negan liền mỉa mai ngoại hình mập mạp của Olivia và nói rằng trông cô chẳng có gì giống “chết đói” cả. Trước những lời lẽ đầy xúc phạm này, Olivia quay mặt đi và bật khóc. Khi Negan tiếp tục đùa giỡn rằng cô ấy có thể “lên giường” với hắn trong lúc đợi Rick về, Olivia đã tát Negan. Thay vì nổi giận, Negan nói rằng giờ đây hắn đã hứng thú với Olivia hơn nhiều.
Tiếp đó, Negan bắt đầu đi dạo quanh nhà của Rick. Hắn tháo giày ra đi chân đất và khám phá các tiện nghi tại đây. Tới phòng của Judith, Carl cố nói dối để hắn đi chỗ khác, tuy nhiên, Negan đã mở cửa và trông thấy cô bé. Hắn tỏ vẻ thích thú và đi tới cũi bế bé Judith lên.
Rick và Aaron tiếp tục gặp phải một tấm biển cảnh báo khác. Người viết tấm biển ghi rằng họ sẽ bắn bất kỳ ai dám lại gần kho lương thực và đạn dược của họ. Cả hai người vẫn đi qua tấm biển và tới được một hồ nước có hàng loạt các xác sống đang trôi nổi. Họ nhìn thấy ở giữa hồ có một chiếc thuyền.
Về đến trước cổng Alexandria, Rosita cảm ơn Eugene vì đã làm cho mình một viên đạn, đồng thời xin lỗi vì đã quá nặng lời với anh trước đó. Spencer cũng vừa về tới nơi với rất nhiều nhu yếu phẩm kiếm được. Anh ta tiết lộ rằng mảnh giấy ghi tiếng latin tìm được đã dẫn mình đến nơi chứa đồ. Khi một thành viên của The Saviors mở cổng cho họ vào, Rosita nhận ra rằng Negan đang ở trong Alexandria.
Trong khi đó, Negan đang ngồi cùng Carl ở ghế trước nhà. Hắn vẫn đang để bé Judith trên đùi mình và nói có khi nên cân nhắc việc giết Rick và Carl để được chuyển đến sống cuộc sống yên bình tại đây. Negan mỉm cười và thơm Judith.

## Diễn viên

### Diễn viên chính
- Andrew Lincoln vai Rick Grimes
- Norman Reedus vai Daryl Dixon
- Lauren Cohan vai Maggie Rhee*
- Chandler Riggs vai Carl Grimes
- Danai Gurira vai Michonne
- Melissa McBride vai Carol Peletier*
- Lennie James vai Morgan Jones*
- Sonequa Martin-Green vai Sasha Williams*
- Alanna Masterson vai Tara Chambler*
- Josh McDermitt vai Eugene Porter
- Christian Serratos vai Rosita Espinosa
- Jeffrey Dean Morgan vai Negan
- Seth Gilliam vai Gabriel Stokes
- Ross Marquand vai Aaron
- Austin Nichols vai Spencer Monroe
- Austin Amelio vai Dwight
- Tom Payne vai Paul Rovia
- Xander Berkeley vai Gregory*

### Diễn viên định kỳ
- Christine Evangelista vai Sherry
- Ann Mahoney vai Olivia

*Không xuất hiện trong tập này

### Các diễn viên phụ khác
- Joshua Hoover vai Joseph
- Tim Parati vai Emmett Carson
- Mike Seal vai Gary
- Brian F. Durkin vai George
- Ricky Russert vai Chris
- Aerli Austen vai Isabelle
- David Marshall Silverman vai Kent
- Autumn Dial vai Amber
- Elyse Nicole DuFour vai Frankie
- Chloe Aktas vai Tanya
- Griffin Freeman vai Mark
- Chloe & Sophie Garcia-Frizzi vai Judith Grimes
- Miya Golden vai Huck
- Noah Benjamin vai Thành viên The Saviors

## Cái chết trong tập
- George
- Chris

## Đánh giá
"Sing Me a Song" nhận được phản hồi tốt từ giới phê bình. Trang Rotten Tomatoes có 77% dựa trong số 30 bài đánh giá về tập phim mang tính tích cực. Các chuyên gia nhận định rằng sau nhiều tập phim với cốt truyện độc lập, The Walking Dead cuối cùng cũng đã quay trở lại với lối kể chuyện song song ở nhiều địa điểm khác nhau và đẩy mạch truyện đi nhanh hơn, đồng thời đánh giá cao diễn xuất của Jeffrey Dean Morgan trong tập này khi đã thể hiện một mặt khác trong con người Negan.
Jeremy Egner từ nhật báo The New York Times đưa ra nhận xét: "Negan và Carl cuối cùng lại quay trở lại Alexandria, đó là tình tiết mà tôi hoàn toàn không lường trước được, tôi thực sự bị lôi cuốn bởi mối quan hệ giữa họ và muốn chờ xem rồi nó sẽ đi về đâu. Ngoài ra, diễn xuất đầy biểu cảm của (Jeffrey Dean) Morgan đã tạo cho tôi niềm tin rằng tập khép lại nửa đầu mùa phim vào tuần sau sẽ rất thú vị".

## Bên lề
- Lần xuất hiện đầu tiên của: George, Huck, Amber, Frankie, Tanya, Mark, Isabelle.
- Tên của tập phim - “Sing Me A Song” đến từ việc Negan bắt Carl phải hát cho hắn nghe một bài.
- Đây là tập phim thứ 8 trong toàn bộ series được kéo dài thời lượng phát sóng (bao gồm cả quảng cáo) lên thành 90 phút.
- Tập phim được dựa theo nội dung của các Chương 104, 105 và 106 của bộ truyện tranh The Walking Dead.
  - Cảnh Negan chọc ghẹo Olivia được lấy từ Chương 111.
- Bài hát mà Michonne huýt sáo trong tập là “Farmer In The Dell”.
  - Đây là một chi tiết ẩn dùng để tưởng nhớ tới series phim The Wire, bởi đây cũng là bài hát mà nhân vật Omar trong phim này thường huýt sáo.
- Thùng rượu mà Jesus rạch đáy, dẫn đến việc tên George làm rơi vỡ sau đó chính là thùng rượu của Gregory do Simon tịch thu.
- Greg Nicotero đóng vai một trong số những xác sống phía trước The Sanctuary trong tập này. Đây là một trong rất nhiều lần ông xuất hiện trong phim với vai xác sống như vậy.
- Dwight nói với Sherry rằng anh ấy không ngủ mà thường xem TV suốt từ đêm tới sáng. Điều này được cho thấy ở đầu tập “The Cell” trước đó.
- Spencer kể với Eugene rằng mình từng học tiếng latin và mẹ anh ta - Deanna thường từng nói “một ngày nào đó nỗi đau sẽ là thứ có ích”. Đây chính là nghĩa của câu tiếng latin Deanna viết trong bản thảo về cộng đồng Alexandria mà bà để lại cho Rick.
- Những xác sống nổi trên hồ nước mà Rick và Aaron nhìn thấy là sự kết hợp giữa diễn viên thật, hình nộm và CGI.
- Phim trường của các cảnh được quay bên trong The Sanctuary chính là nơi từng sử dụng để quay các cảnh dưới đường cống ngầm tại Alexandria trong mùa phim trước.
- Bài hát được nghe thấy trong cảnh Negan đi tham quan quanh nhà của Rick là "Bang Bang" của Janis Martin.
- Carl hát cho Negan nghe bài “You Are My Sunshine” của Pine Ridge Boys. Đây cũng là bài mà Carl trong truyện đã hát trong Chương 105.
- Bài hát trong cảnh Negan đi "tham quan" nhà của gia đình nhà Grimes tại Alexandria là "Bang Bang" của Janis Martin.

## Lỗi phim
- Mặc dù Carl bắn chết tên Chris ở một khoảng cách rất gần, không có viên đạn nào từ súng của cậu đi xuyên qua người hắn. Lát sau, khi xác của Chris được nhìn thấy, cũng không hề có vết máu nào trên người hắn.
- Sau khi dẫn Carl vào phòng riêng của mình tại The Sanctuary, Negan lập tức ném chiếc khăn quàng cổ màu đỏ lên giường. Tuy nhiên một vài giây sau đó, chiếc khăn đã quay trở lại trên tay hắn.